# Lucjan Lis
Lucjan Roman Lis (Bytom, 8 agosto 1950 – Unna, 26 gennaio 2015) è stato un ciclista su strada polacco.

## Palmarès

### Olimpiadi
- 1 medaglia:
  - 1 argento (Monaco di Baviera 1972 nella corsa a cronometro a squadre)

### Mondiali
- 2 medaglie:
  - 1 oro (Barcellona 1973 nella corsa a cronometro a squadre)
  - 1 bronzo (Mendrisio 1971 nella corsa a cronometro a squadre)